# 山本屋平吉
山本屋 平吉（やまもとや へいきち、生没年不詳）は、江戸時代末期から明治時代にかけての江戸、東京の地本問屋。

## 来歴
山平、栄久堂と号す。山本平吉ともいった。文化から明治期に芳町親父橋角、葺屋町河岸、堀江六軒町家主で地本問屋を営業している。昇亭北寿、歌川国貞、歌川広重、歌川国虎、葛飾北斎、渓斎英泉、歌川貞秀、2代目歌川国輝、豊原国周らの錦絵を出版している。

## 作品
- 歌川国貞 『時世江戸鹿子』 大判 錦絵揃物 文政初期
- 歌川国貞 『江戸八景』 大判3枚続 錦絵揃物 文政中期
- 歌川国貞 『庭すずみ』 大判3枚続 錦絵
- 昇亭北寿 『東海道』シリーズ 横大判 錦絵揃物 文政
- 昇亭北寿 『東都日本橋風景』 横大判 錦絵
- 昇亭北寿 『甲斐国猿橋ノ真写之図』 横大判 錦絵 文政‐天保
- 歌川広重 『近江八景之内』横大判8枚揃 錦絵 天保初期 ※竹内孫八と合版
- 歌川広重 『東都名所』 横大判 錦絵揃物
- 歌川国虎 『羅得島湊紅毛船入津之図』 横大判 錦絵 天保期
- 葛飾北斎 『鎌倉の権五郎景政 鳥の海弥三郎保則』 大判 錦絵 天保4年（1833年）ころ
- 渓斎英泉 『江戸八景』 横大判8枚揃 錦絵
- 歌川貞秀 『横浜本町並ニ港崎町細見全図』 大判3枚続 錦絵 万延1年（1860年）
- 歌川貞秀 『源頼朝公大井川行列之図』 大判3枚続 錦絵 文久3年（1863年）
- 2代目歌川国輝 『東京築地馬車繁栄ホテル館勝景ノ図』 大判3枚続 錦絵 明治3年（1870年）
- 豊原国周 『ひらがな盛衰記』 大判3枚続 錦絵 明治16年（1883年）